# Плазмодии
Плазмо́дии (лат. Plasmodium) — род паразитических одноклеточных организмов, некоторые виды которого вызывают малярию. Известно около двухсот видов, из них по меньшей мере пять видов паразитируют на человеке. Прочие виды паразитируют на других позвоночных — обезьянах, грызунах, птицах и пресмыкающихся. В жизненном цикле плазмодиев два хозяина: позвоночное и комар.

## Виды, паразитирующие на человеке
В качестве паразитов человека обычно указывается четыре вида плазмодиев: P. falciparum, P. vivax, P. malariae и P. ovale.
В 2004 году было установлено, что малярию у человека может вызывать также пятый вид — P. knowlesi, распространённый в Юго-Восточной Азии и вызывающий малярию также у длиннохвостого макака (Macaca fascicularis).

## Описание
Плазмодии, попадая в жертву, стимулируют в пораженном организме выбросы веществ, являющихся привлекательными для комаров. К такому выводу пришли исследователи, когда провели серию экспериментов на мышах. Малярийные паразиты изменяли запах тела мышей, и особенно «привлекательным» этот запах становился в период их (паразитов) полного созревания.

## Жизненный цикл
Окончательным хозяином и переносчиком малярийного плазмодия является самка малярийного комара, здесь плазмодий проходит половой цикл (спорогонию). Попав в желудок комара шизонты и мерозоиты перевариваются, а гаметоциты преобразуются в гаметы. Из одного макрогаметоцита формируется одна макрогамета, из одного микрогаметоцита формируется 4-8 (мужских) микрогамет со жгутиками. В дальнейшем гаметы сливаются, происходит оплодотворение и из диплоидной зиготы впоследствии образуется червеобразная подвижная оокинета. Через стенку желудка оокинета проникает под его наружную оболочку, а там инкапсулируется, превращается в ооцисту, содержимое которой делится с образованием спорозоитов. Спорозоиты покидают ооцисту, проникают в гемолимфу комара и разносятся по всем тканям, достигают слюнных желез, с этого момента самка комара становится инвазионной. В организм человека спорозоиты из слюнных желёз насекомого попадают при кровососании, далее спорозоиты с помощью потока крови проникают в клетки печени, где происходит бесполое размножение (экзоэритроцитарная шизогония) — молодые шизонты созревают и когда число ядер в них достигает определенного в зависимости от вида числа (от 8 до 32 в одном шизонте) происходит обособление и разделение цитоплазмы вокруг каждого ядра, то есть клетка печени разрушается и в результате образуются тканевые мерозоиты, такая шизогония не повторяется. Мерозоиты — это подвижные стадии паразита удлиненной формы, которые попадают в общий кровоток и проникают в непораженные эритроциты, где они преобразуются в трофозоиты, те, в свою очередь, опять превращаются в шизонты. Впоследствии происходит уже вторая шизогония, но теперь эритроцитарная с образованием эритроциртарных мерозоитов, при этом эритроцит разрывается и такие мерозоиты попадают в кровяное русло, где проникают в непораженные эритроциты и цикл эритроцитарной шизогонии повторяется многократно, причем продолжительность цикла у P. Malarie — 72 ч, а у остальных видов — 48 ч. Часть мерозоитов после каждого из циклов могут развиваться в микро и макрогаметоциты. При укусе комара кровь зараженного попадает в желудок насекомого, и цикл повторяется.

## Геном
Все изученные виды имеют по 14 хромосом, одну митохондрию и одну рудиментарную пластиду. Длина каждой хромосомы — от 500 килобаз до 3,5 мегабаз (3500 килобаз). Полностью просеквенирован геном четырёх видов: P. falciparum, P. knowlesi, P. vivax и P. yoelli. Общий размер генома составляет около 25 мегабаз, геном содержит около 5300 генов.

## Распространение заболевания и пути заражения
Малярия остается эндемичной в странах с тропическим и субтропическим климатом, однако наблюдаются случаи завоза инфекции из таких стран. Основной способ заражения — трансмиссивный, через укус самки малярийного комара (переносчика и окончательного хозяина паразита), также возможны трансплацентарный и гемотрансфузионный пути заражения. Однако, основной источник возбудителя — больной малярией человек или паразитоноситель, которые служат источником заражения для малярийного комара после появления в крови гаметоцитов. Инвазионная стадия в организме комара — спорозоиты, в зависимости от вида плазмодиев и температуры воздуха спорогония продолжается от одной до шести недель. При температуре ниже 30°С спорозоиты не развиваются.

## Виды
| - Plasmodium accipiteris - Plasmodium achiotense - Plasmodium achromaticum - Plasmodium acuminatum - Plasmodium adunyinkai - Plasmodium aegyptensis - Plasmodium aeuminatum - Plasmodium agamae - Plasmodium alloelongatum - Plasmodium anasum - Plasmodium anomaluri - Plasmodium arachniformis - Plasmodium ashfordi - Plasmodium atheruri - Plasmodium audaciosum - Plasmodium auffenbergi - Plasmodium aurulentum - Plasmodium australis - Plasmodium attenuatum - Plasmodium azurophilum - Plasmodium balli - Plasmodium bambusicolai - Plasmodium basilisci - Plasmodium beebei - Plasmodium beltrani - Plasmodium berghei - Plasmodium bertii - Plasmodium bigueti - Plasmodium bitis - Plasmodium biziurae - Plasmodium booliati - Plasmodium bouillize - Plasmodium bowiei - Plasmodium brodeni - Plasmodium brasilianum - Plasmodium brasiliense - Plasmodium brumpti - Plasmodium brucei - Plasmodium brygooi - Plasmodium bubalis - Plasmodium bucki - Plasmodium bufoni - Plasmodium buteonis - Plasmodium capistrani - Plasmodium carinii - Plasmodium cathemerium - Plasmodium causi - Plasmodium cephalophi - Plasmodium cercopitheci - Plasmodium chabaudi - Plasmodium chalcidi - Plasmodium chiricahuae - Plasmodium circularis - Plasmodium circumflexum - Plasmodium clelandi - Plasmodium cordyli - Plasmodium cnemaspi - Plasmodium cnemidophori - Plasmodium coatneyi - Plasmodium coggeshalli - Plasmodium colombiense - Plasmodium columbae - Plasmodium corradettii - Plasmodium coturnixi - Plasmodium coulangesi - Plasmodium cuculus - Plasmodium cyclopsi - Plasmodium cynomolgi - Plasmodium diminutivum - Plasmodium diploglossi - Plasmodium dissanaikei - Plasmodium divergens - Plasmodium dominicana - Plasmodium draconis - Plasmodium durae - Plasmodium effusum - Plasmodium egerniae - Plasmodium elongatum - Plasmodium eylesi - Plasmodium fabesia - Plasmodium fairchildi - Plasmodium falciparum - Plasmodium falconi - Plasmodium fallax - Plasmodium fieldi | - Plasmodium fischeri - Plasmodium foleyi - Plasmodium formosanum - Plasmodium forresteri - Plasmodium floridense - Plasmodium fragile - Plasmodium galbadoni - Plasmodium garnhami - Plasmodium gallinaceum - Plasmodium gemini - Plasmodium georgesi - Plasmodium giganteum - Plasmodium giganteumaustralis - Plasmodium giovannolai - Plasmodium girardi - Plasmodium gonderi - Plasmodium globularis - Plasmodium gologoense - Plasmodium gonatodi - Plasmodium gracilis - Plasmodium griffithsi - Plasmodium guangdong - Plasmodium gundersi - Plasmodium guyannense - Plasmodium heischi - Plasmodium hegneri - Plasmodium hermani - Plasmodium herodiadis - Plasmodium heteronucleare - Plasmodium hexamerium - Plasmodium holaspi - Plasmodium holti - Plasmodium huffi - Plasmodium hylobati - Plasmodium incertae - Plasmodium icipeensis - Plasmodium iguanae - Plasmodium inconstans - Plasmodium inopinatum - Plasmodium inui - Plasmodium japonicum - Plasmodium jefferi - Plasmodium jiangi - Plasmodium josephinae - Plasmodium joyeuxi - Plasmodium juxtanucleare - Plasmodium kempi - Plasmodium kentropyxi - Plasmodium knowlesi - Plasmodium koreafense - Plasmodium lacertiliae - Plasmodium lagopi - Plasmodium lainsoni - Plasmodium landauae - Plasmodium leanucteus - Plasmodium lemuris - Plasmodium lepidoptiformis - Plasmodium limnotragi - Plasmodium lionatum - Plasmodium lophurae - Plasmodium loveridgei - Plasmodium lucens - Plasmodium lutzi - Plasmodium lygosomae - Plasmodium mabuiae - Plasmodium mackerrasae - Plasmodium mackiei - Plasmodium maculilabre - Plasmodium maior - Plasmodium majus - Plasmodium malariae - Plasmodium multivacuolaris - Plasmodium marginatum - Plasmodium matutinum - Plasmodium megaglobularis - Plasmodium megalotrypa - Plasmodium melanoleuca - Plasmodium melanipherum - Plasmodium mexicanum - Plasmodium michikoa - Plasmodium minasense - Plasmodium minuoviride - Plasmodium modestum - Plasmodium morulum - Plasmodium multiformis | - Plasmodium murinus - Plasmodium narayani - Plasmodium necatrix - Plasmodium neotropicalis - Plasmodium neusticuri - Plasmodium nucleophilium - Plasmodium octamerium - Plasmodium odocoilei - Plasmodium osmaniae - Plasmodium ovale - Plasmodium paddae - Plasmodium papernai - Plasmodium parahexamerium - Plasmodium paranucleophilum - Plasmodium parvulum - Plasmodium pedioecetii - Plasmodium pelaezi - Plasmodium percygarnhami - Plasmodium pessoai - Plasmodium petersi - Plasmodium pifanoi - Plasmodium pinotti - Plasmodium pinorrii - Plasmodium pitheci - Plasmodium pitmani - Plasmodium polare - Plasmodium pulmophilum - Plasmodium pythonias - Plasmodium quelea - Plasmodium reichenowi - Plasmodium relictum - Plasmodium rhadinurum - Plasmodium rhodaini - Plasmodium robinsoni - Plasmodium rousetti - Plasmodium rousseloti - Plasmodium rouxi - Plasmodium sandoshami - Plasmodium sasai - Plasmodium saurocaudatum - Plasmodium schwetzi - Plasmodium scelopori - Plasmodium scorzai - Plasmodium semiovale - Plasmodium semnopitheci - Plasmodium shortii - Plasmodium siamense - Plasmodium silvaticum - Plasmodium simium - Plasmodium simplex - Plasmodium smirnovi - Plasmodium stuthionis - Plasmodium tanzaniae - Plasmodium tenue - Plasmodium tejerai - Plasmodium telfordi - Plasmodium tomodoni - Plasmodium torrealbai - Plasmodium toucani - Plasmodium traguli - Plasmodium tribolonoti - Plasmodium tropiduri - Plasmodium tumbayaensis - Plasmodium tyrio - Plasmodium uilenbergi - Plasmodium uluguruense - Plasmodium uncinatum - Plasmodium uranoscodoni - Plasmodium utingensis - Plasmodium uzungwiense - Plasmodium watteni - Plasmodium wenyoni - Plasmodium vacuolatum - Plasmodium vastator - Plasmodium vaughani - Plasmodium vautieri - Plasmodium venkataramiahii - Plasmodium vinckei - Plasmodium vivax - Plasmodium volans - Plasmodium voltaicum - Plasmodium wenyoni - Plasmodium yoelii - Plasmodium youngi - Plasmodium zonuriae |